# Mount Sharp (Antarktika)
Mount Alf ist ein über 3000 m hoher Berg im westantarktischen Ellsworthland. Er ragt 3 km südöstlich des Mount Barden im nördlichen Teil der Sentinel Range des Ellsworthgebirges auf.
Kartiert wurde er von der sogenannten Marie Byrd Land Traverse Party, einer Mannschaft vorwiegend zur Erkundung des Marie-Byrd-Lands zwischen 1957 und 1958. Diese benannte den Berg nach dem US-amerikanischen Glaziologen Robert Philip Sharp (1911–2004), Mitglied des technischen Ausschusses zur Glaziologie im nationalen Komitee der Vereinigten Staaten zum Internationalen Geophysikalischen Jahr (1957–1958).